# Zhou Fang (Tres Regnes)
|  | Pel pintor xinès de la dinastia Tang de nom Zhou Fang, vegeu Zhou Fang. |

En aquest nom xinès, el cognom és Zhou.
Zhou Fang, nom estilitzat Ziyu (子魚), va ser un general militar de Wu Oriental durant el període dels Tres Regnes de la història xinesa. En el 228 EC, ell va ser una figura principal en un enfrontament entre Wu Oriental i Cao Wei, quan va simular rendir-se a Cao Wei per conduir al general enemic Cao Xiu dins d'una trampa, i gràcies en part a això les forces de Wu Oriental van ser capaces de causar una gran derrota a Cao Wei. Aquesta batalla va ser anomenada com la batalla de Shiting. El seu fill Zhou Chu (周處) més tard es convertiria en un general famós durant la Dinastia Jin.